# Венишан Вилиџ (Илиноис)
Венишан Вилиџ (енгл. Venetian Village) насељено је место без административног статуса у америчкој савезној држави Илиноис.

## Демографија
По попису из 2010. године број становника је 2.826, што је 256 (-8,3%) становника мање него 2000. године.
| Група             | 2000.         | 2010.         |
| Белци             | 2.837 (92,1%) | 2.569 (90,9%) |
| Афроамериканци    | 35 (1,1%)     | 21 (0,7%)     |
| Азијати           | 25 (0,8%)     | 34 (1,2%)     |
| Хиспаноамериканци | 124 (4,0%)    | 170 (6,0%)    |
| Укупно            | 3.082         | 2.826         |